# دای گرین
دای گرین (انگلیسی: Dai Greene؛ زادهٔ ۱۱ آوریل ۱۹۸۶) دونده اهل بریتانیا است.
از افتخارات وی میتوان به کسب مدال طلا ۴۰۰ متر با مانع در مسابقات جهانی دو و میدانی ۲۰۱۱ اشاره کرد.